# Spongia tubulifera
Spongia tubulifera är en svampdjursart som beskrevs av Jean-Baptiste Lamarck 1814. Spongia tubulifera ingår i släktet Spongia och familjen Spongiidae.
Artens utbredningsområde är Karibiska havet. Inga underarter finns listade i Catalogue of Life.